# Asia Bragonzi
Asia Bragonzi (Crema, 5 marzo 2001) è una calciatrice italiana, attaccante del Trabzonspor.

## Caratteristiche tecniche
È una centravanti molto attiva nelle azioni offensive della squadra e dotata di un notevole fiuto del gol, nonché di buone doti da rigorista.
Grazie alle sue caratteristiche e al suo potenziale, è considerata fra i migliori talenti italiani ed europei della sua generazione.

## Carriera

### Club
Nata a Crema ma cresciuta a Montodine (entrambe in provincia di Cremona), Bragonzi inizia a giocare all'età di sei anni con la squadra del proprio paese, la Montodinese. Dopo essere entrata a far parte del settore giovanile dell'Inter Milano e aver esordito tra le file della prima squadra nerazzurra, nel 2018 passa alla Juventus, dove inizialmente si aggrega alla formazione Primavera.
Già l'anno successivo, però, l'allenatrice Rita Guarino l'aggrega alla prima squadra: così, per Bragonzi arriva l'esordio sia in Serie A, sia in Coppa Italia (dove mette a segno anche le sue prime reti in maglia bianconera). Pur contribuendo con poche presenze, l'attaccante pone anche la sua firma nella vittoria di due campionati consecutivi, una coppa nazionale e una Supercoppa italiana.
Nell'estate del 2020, Bragonzi viene mandata in prestito al Verona. In una stagione di Serie A difficile per la formazione gialloblù, la presenza della centravanti, che termina il campionato da capocannoniere della squadra (con sei reti in 15 partite), si rivela fondamentale per raggiungere la salvezza. Nel dicembre 2020 è stata eletta European Golden Girl dell'anno, premio calcistico istituito da Tuttosport nel 2018 e assegnato ogni anno alla miglior calciatrice Under-21 militante nella massima serie di un campionato europeo.
Dopo l'esperienza al Verona, Bragonzi è stata mandata in prestito all'Empoli per la stagione 2021-2022, sostituendo così Elisa Polli (passata all'Inter) nel ruolo di centravanti titolare. A disposizione del tecnico Fabio Ulderici viene impiegata fin dalla 1ª giornata di campionato, esordendo con la nuova maglia il 28 agosto nella sconfitta interna per 3-0 con la Roma. Importante pedina del reparto d'attacco, Bragonzi va a rete per la prima volta già la partita successiva con il Pomigliano, siglando su rigore il secondo gol della squadra toscana prima che le avversarie riuscissero a recuperare portandosi sul 2-2. Le sue capacità realizzative si confermano in seguito, risultando con 7 reti la migliore marcatrice dell'Empoli, grazie anche alle quali contribuisce a far raggiungere alla sua squadra il 9º posto, l'ultimo che garantisce la salvezza.
Con la decisione della società di non iscriversi al successivo campionato, cedendo l'Empoli Ladies FBC al Parma Calcio 1913, Bragonzi ritorna dal prestito in bianconero prima del suo trasferimento al Sassuolo per la stagione entrante. Il prestito al Sassuolo si è concluso al termine del 2022 con cinque presenze in campionato, passando sempre in prestito al Pomigliano a inizio gennaio 2023 con il quale colleziona 2 gol in 10 presenze e vince l'importantissimo spareggio promozione-retrocessione contro la Lazio che permette alle Granata la permanenza in Serie A.
Con l'inizio della stagione 2023-2024 torna in organico alla Juventus, per poi essere trasferita in prestito alla Sampdoria. Proprio alle bianconere segna il suo primo gol con la maglia della Sampdoria nella partita del 16 dicembre 2023, terminata 1-0 per le blucerchiate. Nel gennaio del 2024 rientra al club bianconero.
Complice il poco spazio trovato nei piani di Max Canzi, il 4 gennaio 2025 viene nuovamente girata in prestito, questa volta al Genoa, nel campionato cadetto. Vi resta fino a fine stagione, per poi tornare in bianconero e rescindere il contratto. Il 2 agosto successivo firma con il Trabzonspor, in massima serie turca.

### Nazionale
Ad ottobre 2016 Bragonzi viene convocata nella nazionale femminile under 17 per l'incontro contro le pari età della Georgia, valido per il primo turno di qualificazione al Campionato europeo di categoria, per poi essere riconfermata in occasione della fase élite nella primavera dell'anno seguente, in cui segna un gol nella vittoria dell'Italia contro la Polonia. Nonostante le Azzurrine manchino la qualificazione all'Europeo, l'attaccante viene riconfermata nel ciclo dell'anno successivo, prendendo anche parte all'Europeo di Lituania nell'estate del 2018.
Nel 2019 Bragonzi esordisce con la selezione under 19, giocando prima nella fase élite del Campionato europeo contro la Svezia e la Turchia, e venendo poi riconfermata ad ottobre, nella Qualifying Round degli Europei, per la gara contro l'Estonia, in cui realizza due delle reti del 5-0 finale. A inizio 2020 viene nuovamente convocata per la sfida con la Svezia e contribuisce con due reti al 4-1 finale.

## Statistiche

### Presenze e reti nei club
Statistiche aggiornate al 15 maggio 2025.
| Stagione        | Squadra         | Campionato      | Campionato | Campionato | Coppe nazionali | Coppe nazionali | Coppe nazionali | Coppe continentali | Coppe continentali | Coppe continentali | Altre coppe | Altre coppe | Altre coppe | Totale | Totale |
| Stagione        | Squadra         | Comp            | Pres       | Reti       | Comp            | Pres            | Reti            | Comp               | Pres               | Reti               | Comp        | Pres        | Reti        | Pres   | Reti   |
| --------------- | --------------- | --------------- | ---------- | ---------- | --------------- | --------------- | --------------- | ------------------ | ------------------ | ------------------ | ----------- | ----------- | ----------- | ------ | ------ |
| 2017-2018       | Inter Milano    | B               | 7          | 1          | CI              | 0               | 0               | -                  | -                  | -                  | -           | -           | -           | 7      | 1      |
| 2018-2019       | Juventus        | A               | 3          | 0          | CI              | 3               | 2               | UWCL               | 0                  | 0                  | SI          | 0           | 0           | 6      | 2      |
| 2019-2020       | Juventus        | A               | 1          | 0          | CI              | 1               | 3               | UWCL               | 0                  | 0                  | SI          | 0           | 0           | 2      | 3      |
| 2020-2021       | Verona          | A               | 15         | 6          | CI              | 1               | 1               | -                  | -                  | -                  | -           | -           | -           | 16     | 7      |
| 2021-2022       | Empoli          | A               | 19         | 7          | CI              | 3               | 0               | -                  | -                  | -                  | -           | -           | -           | 22     | 7      |
| lug.-dic. 2022  | Sassuolo        | A               | 5          | 0          | CI              | -               | -               | -                  | -                  | -                  | -           | -           | -           | 5      | 0      |
| gen.-giu. 2023  | Pomigliano      | A               | 8+1        | 1          | CI              | 1               | 1               | -                  | -                  | -                  | -           | -           | -           | 10     | 2      |
| 2023-gen. 2024  | Sampdoria       | A               | 9          | 1          | CI              | 1               | 0               | -                  | -                  | -                  | -           | -           | -           | 10     | 1      |
| gen.-giu. 2024  | Juventus        | A               | 7          | 0          | CI              | 3               | 1               | UWCL               | -                  | -                  | SI          | 0           | 0           | 10     | 1      |
| 2024-gen. 2025  | Juventus        | A               | 2          | 0          | CI              | 1               | 0               | UWCL               | 0                  | 0                  | SI          | 0           | 0           | 3      | 0      |
| Totale Juventus | Totale Juventus | Totale Juventus | 13         | 0          | -               | 8               | 6               | -                  | 0                  | 0                  | -           | 0           | 0           | 21     | 6      |
| gen.-giu. 2025  | Genoa           | B               | 8          | 0          | CI              | -               | -               |                    | -                  | -                  |             | -           | -           | 8      | 0      |
| Totale carriera | Totale carriera | Totale carriera | 89         | 16         | -               | 14              | 8               | -                  | 0                  | 0                  | -           | 0           | 0           | 99     | 24     |

### Cronologia presenze e reti in nazionale
| Cronologia completa delle presenze e delle reti in nazionale ― Italia under 17 | Cronologia completa delle presenze e delle reti in nazionale ― Italia under 17 | Cronologia completa delle presenze e delle reti in nazionale ― Italia under 17 | Cronologia completa delle presenze e delle reti in nazionale ― Italia under 17 | Cronologia completa delle presenze e delle reti in nazionale ― Italia under 17 | Cronologia completa delle presenze e delle reti in nazionale ― Italia under 17 | Cronologia completa delle presenze e delle reti in nazionale ― Italia under 17 | Cronologia completa delle presenze e delle reti in nazionale ― Italia under 17 |
| Data                                                                           | Città                                                                          | In casa                                                                        | Risultato                                                                      | Ospiti                                                                         | Competizione                                                                   | Reti                                                                           | Note                                                                           |
| ------------------------------------------------------------------------------ | ------------------------------------------------------------------------------ | ------------------------------------------------------------------------------ | ------------------------------------------------------------------------------ | ------------------------------------------------------------------------------ | ------------------------------------------------------------------------------ | ------------------------------------------------------------------------------ | ------------------------------------------------------------------------------ |
| 26-10-2016                                                                     | Oeiras                                                                         | Italia under 17                                                                | 8 – 0                                                                          | Georgia under 17                                                               | Qual. Europeo under 17 2017                                                    | 0                                                                              |                                                                                |
| 25-03-2017                                                                     | Hednesford                                                                     | Germania under 17                                                              | 3 – 1                                                                          | Italia under 17                                                                | Europeo under 17 2017                                                          | 0                                                                              |                                                                                |
| 27-03-2017                                                                     | Hednesford                                                                     | Polonia under 17                                                               | 0 – 2                                                                          | Italia under 17                                                                | Europeo under 17 2017                                                          | 1                                                                              |                                                                                |
| 30-03-2017                                                                     | Hednesford                                                                     | Italia under 17                                                                | 0 – 0                                                                          | Inghilterra under 17                                                           | Europeo under 17 2017                                                          | 1                                                                              |                                                                                |
| 27-09-2017                                                                     | Chiasso                                                                        | Italia under 17                                                                | 2 – 1                                                                          | Svizzera under 17                                                              | Amichevole                                                                     | 2                                                                              |                                                                                |
| 29-10-2017                                                                     | Kranj                                                                          | Finlandia under 17                                                             | 1 – 1                                                                          | Italia under 17                                                                | Qual. Europeo under 17 2018                                                    | 0                                                                              |                                                                                |
| 20-01-2018                                                                     | Coverciano                                                                     | Italia under 17                                                                | 1 – 2                                                                          | Norvegia under 17                                                              | Amichevole                                                                     | 0                                                                              |                                                                                |
| 23-03-2018                                                                     | Bük                                                                            | Ungheria under 17                                                              | 0 – 2                                                                          | Italia under 17                                                                | Qual. Europeo under 17 2018                                                    | 1                                                                              |                                                                                |
| 26-03-2018                                                                     | Sopron                                                                         | Serbia under 17                                                                | 0 – 3                                                                          | Italia under 17                                                                | Qual. Europeo under 17 2018                                                    | 0                                                                              |                                                                                |
| 09-05-2018                                                                     | Šiauliai                                                                       | Italia under 17                                                                | 0 – 0                                                                          | Spagna under 17                                                                | Europeo under 17 2018                                                          | 0                                                                              |                                                                                |
| 12-05-2018                                                                     | Marijampolė                                                                    | Polonia under 17                                                               | 0 – 0                                                                          | Italia under 17                                                                | Europeo under 17 2018                                                          | 0                                                                              |                                                                                |
| 15-05-2018                                                                     | Marijampolė                                                                    | Inghilterra under 17                                                           | 4 – 0                                                                          | Italia under 17                                                                | Europeo under 17 2018                                                          | 0                                                                              |                                                                                |
| Totale                                                                         |                                                                                | Presenze                                                                       | 12                                                                             |                                                                                | Reti                                                                           | 5                                                                              |                                                                                |

| Cronologia completa delle presenze e delle reti in nazionale ― Italia under 19 | Cronologia completa delle presenze e delle reti in nazionale ― Italia under 19 | Cronologia completa delle presenze e delle reti in nazionale ― Italia under 19 | Cronologia completa delle presenze e delle reti in nazionale ― Italia under 19 | Cronologia completa delle presenze e delle reti in nazionale ― Italia under 19 | Cronologia completa delle presenze e delle reti in nazionale ― Italia under 19 | Cronologia completa delle presenze e delle reti in nazionale ― Italia under 19 | Cronologia completa delle presenze e delle reti in nazionale ― Italia under 19 |
| Data                                                                           | Città                                                                          | In casa                                                                        | Risultato                                                                      | Ospiti                                                                         | Competizione                                                                   | Reti                                                                           | Note                                                                           |
| ------------------------------------------------------------------------------ | ------------------------------------------------------------------------------ | ------------------------------------------------------------------------------ | ------------------------------------------------------------------------------ | ------------------------------------------------------------------------------ | ------------------------------------------------------------------------------ | ------------------------------------------------------------------------------ | ------------------------------------------------------------------------------ |
| 03-04-2019                                                                     | Staffordshire                                                                  | Svezia under 19                                                                | 0 – 1                                                                          | Italia under 19                                                                | Qual. Europeo under 19 2019                                                    | 0                                                                              |                                                                                |
| 06-04-2019                                                                     | Staffordshire                                                                  | Italia under 19                                                                | 1 – 0                                                                          | Turchia under 19                                                               | Qual. Europeo under 19 2019                                                    | 1                                                                              |                                                                                |
| 02-10-2019                                                                     | Siena                                                                          | Italia under 19                                                                | 5 – 0                                                                          | Estonia under 19                                                               | Qual. Europeo under 19 2020                                                    | 2                                                                              |                                                                                |
| 05-10-2019                                                                     | Siena                                                                          | Italia under 19                                                                | 3 – 1                                                                          | Slovenia under 19                                                              | Qual. Europeo under 19 2020                                                    | 0                                                                              |                                                                                |
| 08-10-2019                                                                     | Siena                                                                          | Italia under 19                                                                | 0 – 1                                                                          | Russia under 19                                                                | Qual. Europeo under 19 2020                                                    | 0                                                                              |                                                                                |
| 08-10-2019                                                                     | Torre del Greco                                                                | Italia under 19                                                                | 4 – 1                                                                          | Svezia under 19                                                                | Amichevole                                                                     | 2                                                                              |                                                                                |
| Totale                                                                         |                                                                                | Presenze                                                                       | 6                                                                              |                                                                                | Reti                                                                           | 5                                                                              |                                                                                |

## Palmarès

### Club
- Campionato italiano: 2

Juventus: 2018-2019, 2019-2020
- Coppa Italia: 1

Juventus: 2018-2019
- Supercoppa italiana: 2

Juventus: 2019, 2023

### Individuale
- Golden Girl: 1

Miglior italiana Under-21: 2020